# Franz von Berg (General)
Franz Berg, seit 1891 Ritter von Berg (* 18. März 1831 in Eschweilerhof; † 9. August 1902 in München) war ein bayerischer Generalleutnant.

## Leben
Nach dem Abitur 1849 am Wilhelmsgymnasium München  trat Berg am 3. Mai 1850 als Gemeiner mit Aussicht auf Beförderung in das 6. Infanterie-Regiment „vacant Herzog Wilhelm“ der Bayerischen Armee in Landau in der Pfalz ein und avancierte bis Mitte Dezember 1861 zum Oberleutnant. Während des Krieges gegen Preußen nahm er zunächst an den Gefechten bei Wiesenthal, Roßdorf und Zella teil, wurde am 5. Juli 1866 zum Hauptmann befördert und wirkte in den Kämpfen bei Hammelburg, Helmstadt sowie bei Roßbrunn. Für sein Verhalten erhielt Berg eine Belobigung sowie das Armeedenkzeichen.
Im Krieg gegen Frankreich führte er 1870/71 seine Kompanie bei Sedan und Plessis Piquet sowie bei der Einschließung und Belagerung von Paris. Ausgezeichnet mit dem Ritterkreuz II. Klasse des Militärverdienstordens und beiden Klassen des Eisernen Kreuzes wurde Berg nach dem Friedensschluss Ende April 1875 unter Beförderung zum Major in das 9. Infanterie-Regiment „Wrede“ versetzt. Daran schloss sich Ende des Jahres eine Verwendung als Kommandeur des 4. Jäger-Bataillons in Landshut an. In dieser Stellung stieg Berg Anfang November 1880 zum Oberstleutnant und wurde am 24. März 1885 mit der Beförderung zum Oberst als Kommandeur des 16. Infanterie-Regiments „König Alfons XII. von Spanien“ nach Passau versetzt. Unter Stellung à la suite seines Regiments beauftragte man ihn am 25. Juli 1888 mit der Führung der 8. Infanterie-Brigade in Speyer. Am 19. Dezember 1888 erfolgte seine Ernennung zum Kommandeur dieser Brigade und Mitte Februar 1889 die Beförderung zum Generalmajor. Durch Umbenennung seines Großverbandes wurde Berg am 1. Oktober 1890 Kommandeur der 9. Infanterie-Brigade. Prinzregent Luitpold würdigte ihn am 27. Dezember 1891 mit dem Ritterkreuz des Verdienstordens der Bayerischen Krone. Damit verbunden war die Erhebung in den persönlichen Adelstand und er durfte sich nach der Eintragung in die Adelsmatrikel „Ritter von Berg“ nennen.
Am 9. Juni 1892 avancierte er zum Generalleutnant und erhielt am 18. September 1892 das Kommando über die 1. Division in München. Unter Verleihung des Großkreuzes des Militärverdienstordens wurde Berg am 14. Juni 1893 in Genehmigung seines Abschiedgesuches mit Pension zur Disposition gestellt.